# Heuberg (Lipper Bergland)
Der Heuberg ist eine 173 m ü. NHN hohe Erhebung im ostwestfälischen Herford im Kreis Herford.
Die Erhebung liegt im Herforder Stadtteil Schwarzenmoor am Rande des Ravensberger Hügellandes. 
Der Heuberg befindet sich zwischen dem Homberg und dem Eggeberg östlich der Landesstraße 860. Er ist nicht bewaldet und dient als landwirtschaftliche Nutzfläche.